# Senecio doria
Senecio doria là một loài thực vật có hoa trong họ Cúc. Loài này được L. miêu tả khoa học đầu tiên năm 1759.